# Dothan
Dothan – miasto w Stanach Zjednoczonych, w stanie Alabama.

## Demografia
W 2008 liczyło 67 064 mieszkańców. W 2023 liczba mieszkańców wzrosła do 71 258 osób, a gęstość zaludnienia do 317 osób/km².

## Sport
W mieście rozgrywany jest kobiecy turniej tenisowy, pod nazwą Hardee's Pro Classic, zaliczany do rangi ITF, z pulą nagród 60 000 $.

## Współpraca
- Sakado, Japonia
- Alajuela, Kostaryka